# Tipula maculatipennis
Tipula maculatipennis är en tvåvingeart som beskrevs av Thomas Say 1824. Tipula maculatipennis ingår i släktet Tipula och familjen storharkrankar. Inga underarter finns listade i Catalogue of Life.